# 科芒特里
科芒特里（法語：Commentry，法語發音：[kɔmɑ̃tʁi]），法国中部城市，奥弗涅-罗讷-阿尔卑斯大区阿列省的一个市镇，隶属于蒙吕松区，其市镇面积为20.96平方公里，2022年1月1日时人口数量为6,018人，在法国城市中排名第1,794位。
科芒特里位于阿列省西部，是一个区域性的中心城市，距离该省第一大城市蒙吕松大约15公里。科芒特里是一座重工业城市，近现代因煤炭及钢铁而兴盛。法国历史学家埃米尔·马勒出生于科芒特里，法国历史上首位社会党市长克里斯托夫·蒂夫里耶亦在此选举产生。

## 地名来源
根据法国地名学家埃内斯特·内格尔及原科芒特里市长乔治·鲁热龙的论述，“Commentry”最初以“Commentriacus”的形式被记载，该名称由高卢语单词“comb”和古法语单词“entraigue”组成，两者分别意为“山地”和“河流之间”，可能与当地的自然景观有关。
科芒特里所处区域历史上曾通行马尔什方言，后者为一种介于奥依语和奥克语之间的新月方言，“Commentry”在奥克语维基百科及Openstreetmap中对应的拼写为“Comentriac”。

## 历史

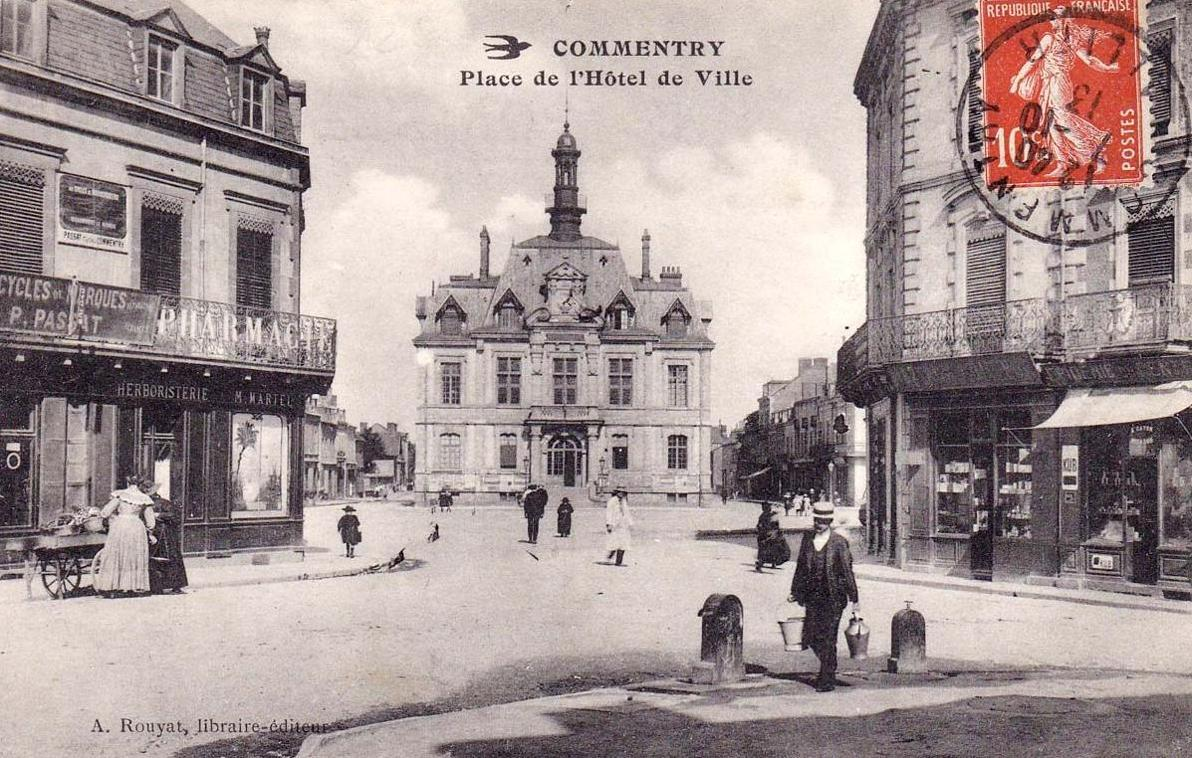
1913年的科芒特里市政厅广场

科芒特里早期历史尚不清楚，当地在19世纪的采矿活动中曾发掘出一处古典时期的橡木棺材。公元二至五世纪间，科芒特里所处地区相继遭遇阿勒曼尼人和西哥特人的入侵。中世纪末期，科芒特里成为波旁公爵的一处领地。法国大革命后，波旁行省被撤销，科芒特里成为阿列省的一个市镇。直至19世纪初，科芒特里尚为一个仅五百余人的普通农业村落。工业革命期间，科芒特里地区发现煤炭资源，煤矿开采成为该地区的重要工业活动，并由此衍生出了钢铁加工等工业部门。连接蒙吕松和科芒特里之间的煤炭专用铁路于1835年建成。19世纪中期，当地出现朗布尔兄弟钢铁集团（Société Rambourg Frères），后者通过资产重组成为科芒特里-富尔尚博-德卡兹维尔集团的一部分。此外，另一家重要的地方性钢铁企业沙蒂永-科芒特里-讷沃迈松铁厂集团于1862年成立。伴随着工业的发展，科芒特里人口数量迅速增加，当地常住人口数量在半世纪内增长近20倍。1859年，科芒特里成为阿列省的一个县治，同年途径此地的蒙吕松—穆兰铁路全线建成通车。1882年6月6日，克里斯托夫·蒂夫里耶竞选成为科芒特里市长，他是法国历史上的首位社会党市长。19世纪末，科芒特里成为法国社会主义及工人运动的重要据点。1902年9月，由多个工人政党合并组建的盖德主义社会党在科芒特里成立，该党后成为工人国际法国支部的重要组成部分。一战结束后，科芒特里地区的煤炭资源逐渐枯竭，其境内最后一处煤矿于1934年关闭，此后当地人口数量开始逐年下降。1969年，科芒特里至省会穆兰间的铁路停止运行。1992年，科芒特里钢铁厂与瑞典AB钢铁快速生产工厂合并组建Erasteel钢铁厂。

## 地理

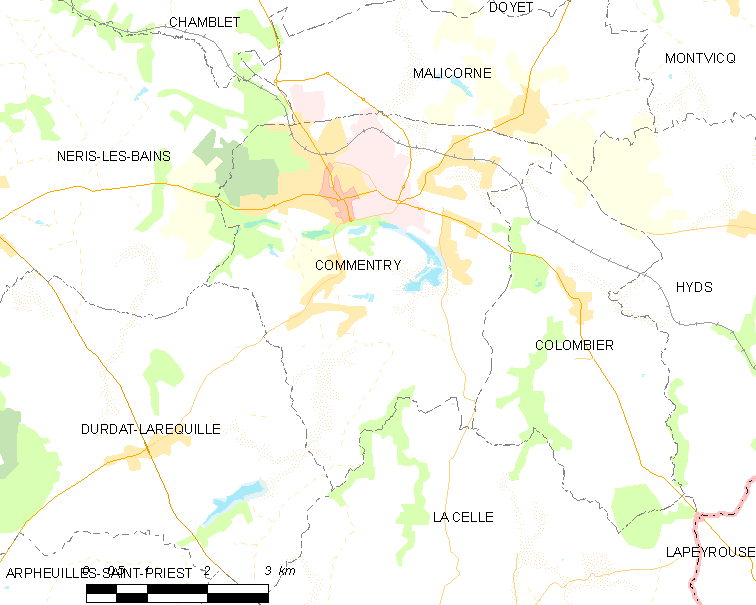
科芒特里市镇范围地图

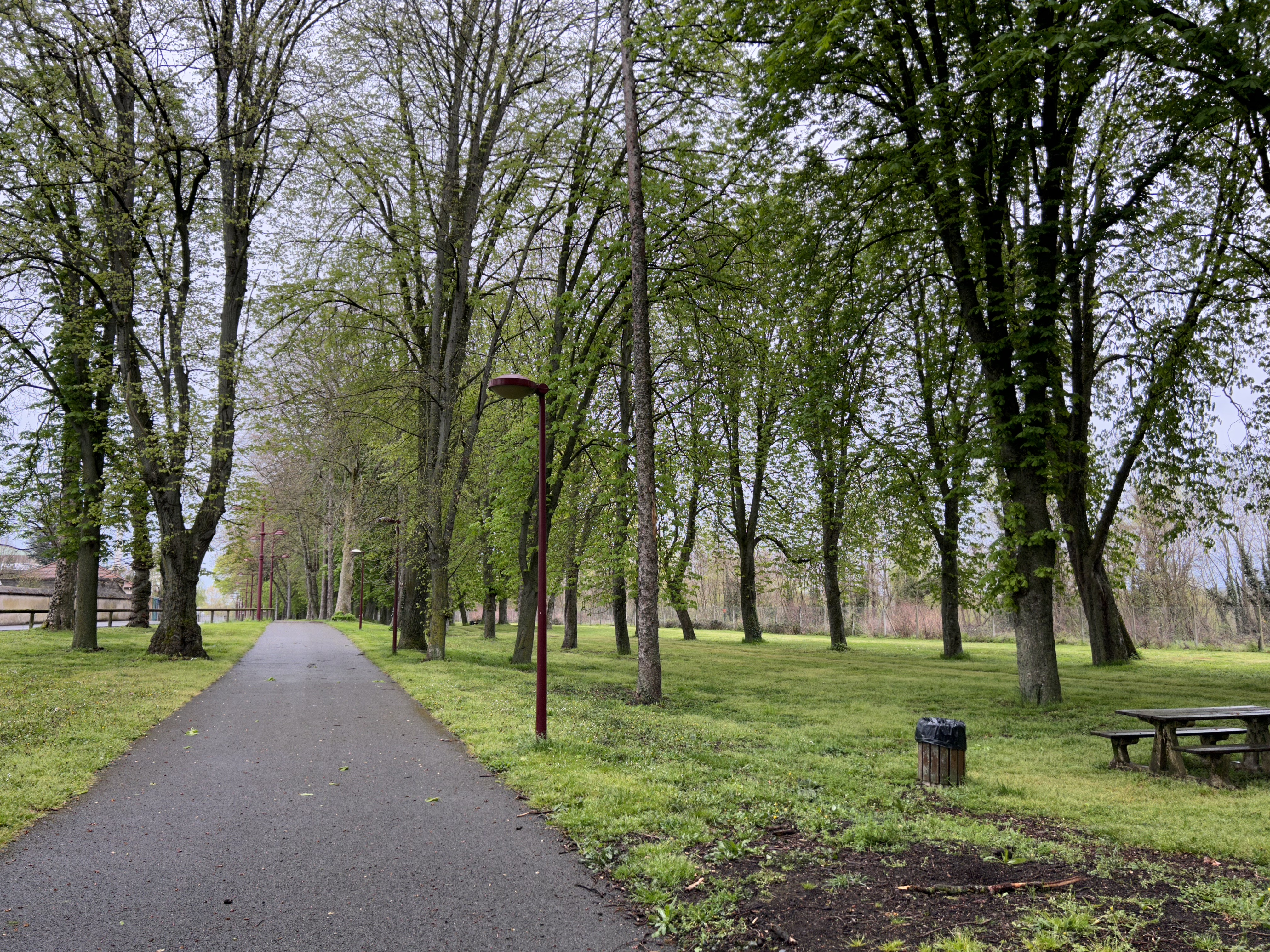
矿场公园附近的林地

科芒特里位于法国中部，奥弗涅-罗讷-阿尔卑斯大区西北部和阿列省西部，距离省会穆兰大约69公里。与科芒特里接壤的市镇包括：马利科讷、内里莱班、迪尔达-拉勒基耶、科隆比耶和拉塞勒。

### 地形
科芒特里位于法国中央高原西北部，孔布拉耶山北侧，境内以浅丘和平原为主，市镇中心地势较为平坦，全境海拔在322到462米之间。

### 地质
科芒特里位于奥弗涅矿区，工业革命期间的煤矿开采活动致使当地部分区域出现地下采空区。

### 水文
科芒特里位于卢瓦尔河流域范围内，厄伊河及其左岸支流巴尼河（Le Banny）自东南向北流经市区东部，此外科芒特里境内还有多处因煤炭开采而遗留形成的矿坑，被雨水填充后形成湖泊。

### 植被
科芒特里属于温带阔叶混交林区，市区西部为福尔日树林（Bois de la Forge），市区南部的矿场公园（Parc des Mines）是当地主要的城市绿地。
在鲜花城市的评比中，科芒特里被评为2星级鲜花城市。

### 气候
科芒特里在柯本气候分类法中属于温带海洋性气候（Cfb）。
距离科芒特里最近的常年气象站位于马利科讷境内，以下为该气象站的数据（其中日照数据取自维希气象站）：
| 马利科讷 1981年－2011年 | 马利科讷 1981年－2011年 | 马利科讷 1981年－2011年 | 马利科讷 1981年－2011年 | 马利科讷 1981年－2011年 | 马利科讷 1981年－2011年 | 马利科讷 1981年－2011年 | 马利科讷 1981年－2011年 | 马利科讷 1981年－2011年 | 马利科讷 1981年－2011年 | 马利科讷 1981年－2011年 | 马利科讷 1981年－2011年 | 马利科讷 1981年－2011年 | 马利科讷 1981年－2011年 |
| 月份                    | 1月                     | 2月                     | 3月                     | 4月                     | 5月                     | 6月                     | 7月                     | 8月                     | 9月                     | 10月                    | 11月                    | 12月                    | 全年                    |
| ----------------------- | ----------------------- | ----------------------- | ----------------------- | ----------------------- | ----------------------- | ----------------------- | ----------------------- | ----------------------- | ----------------------- | ----------------------- | ----------------------- | ----------------------- | ----------------------- |
| 历史最高温 °C（°F）     | 21 (70)                 | 24.2 (75.6)             | 28.2 (82.8)             | 30 (86)                 | 32 (90)                 | 39.2 (102.6)            | 39.2 (102.6)            | 40.5 (104.9)            | 36 (97)                 | 31 (88)                 | 23.5 (74.3)             | 23 (73)                 | 40.5 (104.9)            |
| 平均高温 °C（°F）       | 7 (45)                  | 8.2 (46.8)              | 12 (54)                 | 14.9 (58.8)             | 19.3 (66.7)             | 23.1 (73.6)             | 26 (79)                 | 25.7 (78.3)             | 21.7 (71.1)             | 17.1 (62.8)             | 10.8 (51.4)             | 7.5 (45.5)              | 16.1 (61.0)             |
| 日均气温 °C（°F）       | 3.6 (38.5)              | 4.2 (39.6)              | 7.2 (45.0)              | 9.6 (49.3)              | 13.8 (56.8)             | 17.2 (63.0)             | 19.6 (67.3)             | 19.4 (66.9)             | 15.9 (60.6)             | 12.3 (54.1)             | 7 (45)                  | 4.3 (39.7)              | 11.2 (52.2)             |
| 平均低温 °C（°F）       | 0.2 (32.4)              | 0.3 (32.5)              | 2.5 (36.5)              | 4.3 (39.7)              | 8.2 (46.8)              | 11.3 (52.3)             | 13.3 (55.9)             | 13 (55)                 | 10.1 (50.2)             | 7.5 (45.5)              | 3.2 (37.8)              | 1 (34)                  | 6.2 (43.2)              |
| 历史最低温 °C（°F）     | −23 (−9)                | −19 (−2)                | −16.5 (2.3)             | −6 (21)                 | −3 (27)                 | 0.5 (32.9)              | 3.8 (38.8)              | 3 (37)                  | −1 (30)                 | −7 (19)                 | −10.5 (13.1)            | −17 (1)                 | −23 (−9)                |
| 平均降水量 mm（）       | 55.5 (2.19)             | 50.9 (2.00)             | 52.5 (2.07)             | 72.4 (2.85)             | 96.3 (3.79)             | 81.6 (3.21)             | 65.4 (2.57)             | 73.6 (2.90)             | 79.7 (3.14)             | 62.5 (2.46)             | 65.9 (2.59)             | 59.7 (2.35)             | 816 (32.1)              |
| 月均日照時數            | 78.1                    | 94.8                    | 153.7                   | 175.4                   | 203.4                   | 225                     | 248.9                   | 238.3                   | 183.5                   | 128.1                   | 76.7                    | 55.9                    | 1,861.8                 |
| 来源：infoclimat.fr     |                         |                         |                         |                         |                         |                         |                         |                         |                         |                         |                         |                         |                         |

## 行政区划
科芒特里的市镇编号为03082，邮政编号为03600。
在行政管理方面，科芒特里隶属于法国奥弗涅-罗讷-阿尔卑斯大区阿列省蒙吕松区；在地方选举方面，科芒特里是科芒特里县的中央投票站所在地，其市镇范围全境被划入阿列省第二选区；在社会管理方面，科芒特里是科芒特里-蒙马罗-内里市镇公共社区的办公驻地。
截至2023年7月，科芒特里市镇范围内暂无任何城市敏感街区及城市政策优先街区。
法国国家统计与经济研究所（简称）在进行数据统计时，将科芒特里及相邻的另外1个市镇设为科芒特里城市核心区，并将包括核心区在内的周边共三个市镇划为科芒特里城市区（Aire urbaine de Commentry）。自2020年起，科芒特里城市区被撤销，科芒特里被划入包含58个市镇的蒙吕松城市辐射区。此外，还将科芒特里市镇分为了三个“块区”（IRIS），以便于统计人口分布情况。

## 交通

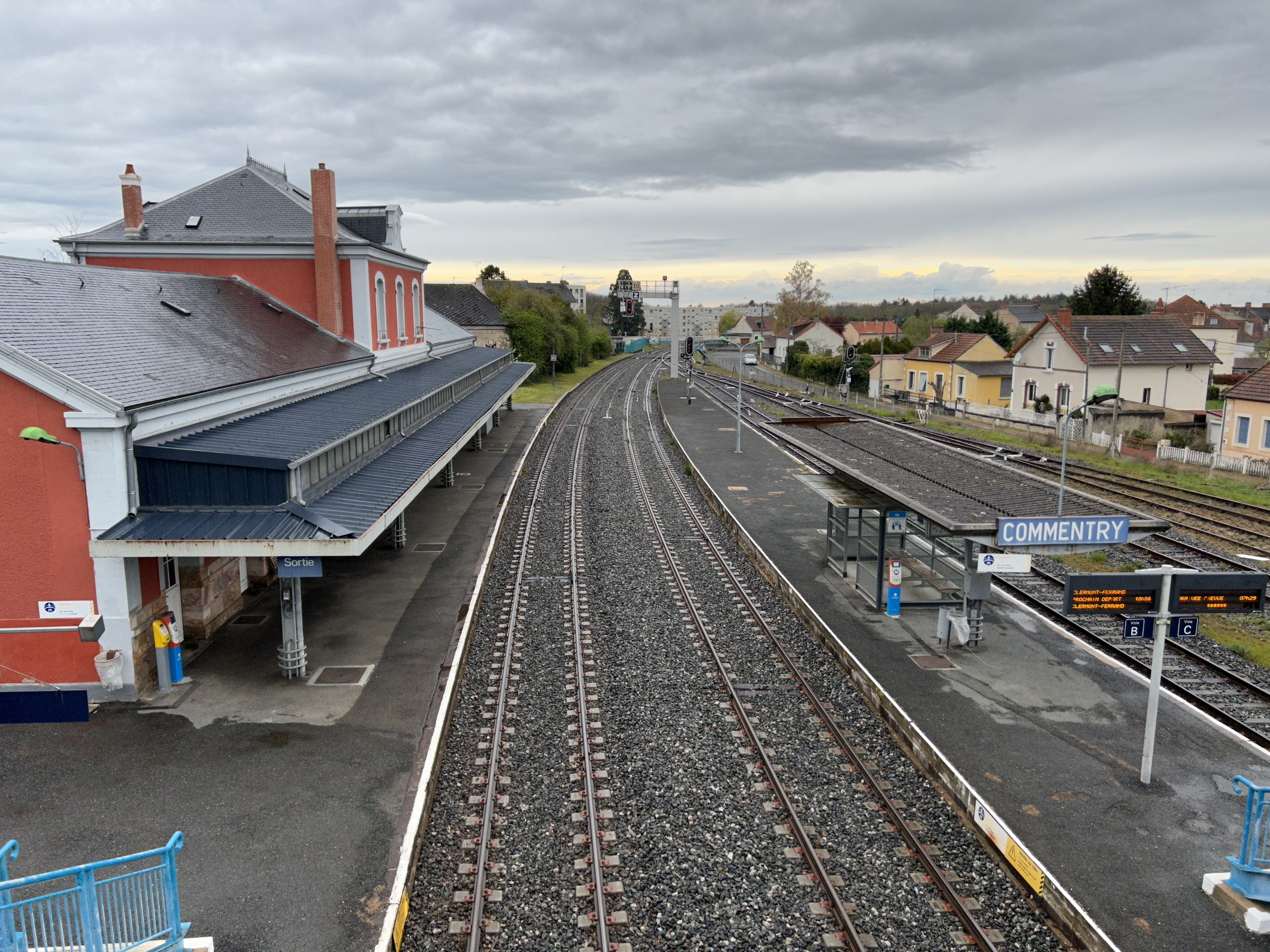
科芒特里火车站内的股道

### 公路
阿列省省道D37线、D69线、D153线、D453线和D988线在科芒特里境内交汇。奥弗涅-罗讷-阿尔卑斯城际巴士（商业名称为）下属的P53线停靠科芒特里，可前往穆兰、蒙吕松、维希、圣埃卢瓦莱米讷等地。
| 10 | 14 |

| 11 | 22 |

| 穆兰 | 64 |

| 蒙马罗 | 19 |

| 蒙吕松 | 16 |

| 杜瓦耶 | 8 |

| 加纳 | 49 |

| 圣埃卢瓦莱米讷 | 20 |

2019年，64.4%的科芒特里家庭拥有至少一辆私人汽车。2021年，科芒特里境内共发生各类交通事故3起，造成3人受伤，其中2人重伤。

### 铁路
科芒特里位于蒙吕松－穆兰铁路和科芒特里—加纳铁路的交汇处。科芒特里站位于市区中北部，该站停靠往返于克莱蒙费朗和蒙吕松一线的区域列车。

### 航空
距离科芒特里最近的民用航空站为84公里外的克莱蒙机场。

### 城市公共交通
自2022年4月起，科芒特里市政府提供当地的定制公共交通出行服务（商业名称为），其站点覆盖了科芒特里市区内的主要街道和居民区。

## 政治

### 市政内阁

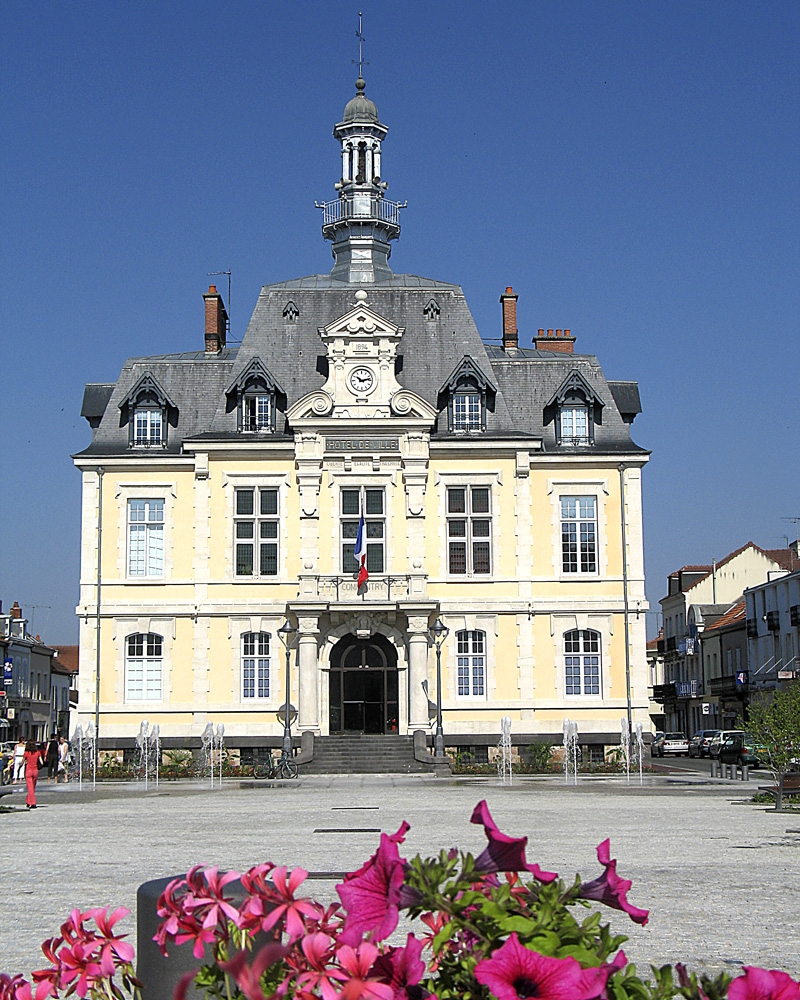
科芒特里市政厅

科芒特里的现任市长为西尔万·布尔迪耶先生（Sylvain BOURDIER），他是一名左翼无党派人士，在2020年的市政选举中获得了51.77%的支持率。
| 科芒特里历届市长 | 科芒特里历届市长                      | 科芒特里历届市长               |
| 任期             | 市长                                  | 党派                           |
| ---------------- | ------------------------------------- | ------------------------------ |
| 1944年－1945年   | Victor HISSLEN 维克多·伊斯朗          | 不详                           |
| 1945年－1947年   | Henry CLUZEL 亨利·克吕泽尔            | 不详                           |
| 1947年－1989年   | Georges ROUGERON 乔治·鲁热龙          | SFIO工人国际法国支部 →PS社会党 |
| 1989年－2001年   | Guy FORMET 居伊·福尔梅                | PS社会党                       |
| 2001年－2014年   | Jean-Louis GABY 让-路易·加比          | UMP人民运动联盟                |
| 2014年－2017年   | Claude RIBOULET 克洛德·里布莱         | UDI民主人士和独立人士联盟      |
| 2017年－2020年   | Fernand SPACCAFERRI 费尔南·斯帕卡费里 | UDI民主人士和独立人士联盟      |
| 2020年－         | Sylvain BOURDIER 西尔万·布尔迪耶      | DVG左翼无党派人士              |

### 各级选举
| 科芒特里历届投票选举结果 | 科芒特里历届投票选举结果 | 科芒特里历届投票选举结果 | 科芒特里历届投票选举结果 | 科芒特里历届投票选举结果    | 科芒特里历届投票选举结果 | 科芒特里历届投票选举结果 | 科芒特里历届投票选举结果    | 科芒特里历届投票选举结果 | 科芒特里历届投票选举结果 |
| 选举项目                 | 选举范围                 | 选区单位                 | 选区单位内的选举结果     | 选区单位内的选举结果        | 选区单位内的选举结果     | 选区单位内的选举结果     | 选区单位内的选举结果        | 选区单位内的选举结果     | 参考资料                 |
| 选举项目                 | 选举范围                 | 选区单位                 | 第一轮胜出者             | 第一轮胜出者                | 支持率                   | 第二轮胜出者             | 第二轮胜出者                | 支持率                   | 参考资料                 |
| ------------------------ | ------------------------ | ------------------------ | ------------------------ | --------------------------- | ------------------------ | ------------------------ | --------------------------- | ------------------------ | ------------------------ |
| 2017年法國總統選舉       | 法國                     | 市镇                     |                          | 让-吕克·梅朗雄              | 26.05%                   |                          | 埃马纽埃尔·马克龙           | 61.62%                   | [ 31 ]                   |
| 2017年法国立法选举       | 阿列省第二选区           | 市镇                     |                          | 西尔万·布尔迪耶             | 27.27%                   |                          | 洛朗丝·范瑟纳布罗克         | 52.78%                   | [ 31 ]                   |
| 2019年欧洲议会选举       | 法國                     | 市镇                     |                          | 若尔丹·巴尔代拉             | 27.58%                   | （不适用）               | （不适用）                  | （不适用）               | [ 33 ]                   |
| 2021年法国省级选举       | 阿列省                   | 县                       |                          | 克洛德·里布莱 安娜·圣朱利安 | 63.68%                   |                          | 克洛德·里布莱 安娜·圣朱利安 | 64.98%                   | [ 34 ]                   |
| 2021年法国省级选举       | 阿列省                   | 市镇                     |                          | 克洛德·里布莱 安娜·圣朱利安 | 55.75%                   |                          | 克洛德·里布莱 安娜·圣朱利安 | 57.9%                    | [ 34 ]                   |
| 2021年法国大区选举       |                          | 市镇                     |                          | 洛朗·沃基耶                 | 51.56%                   |                          | 洛朗·沃基耶                 | 61.99%                   | [ 35 ]                   |
| 2022年法国总统选举       | 法國                     | 市镇                     |                          | 玛丽娜·勒庞                 | 31.21%                   |                          | 玛丽娜·勒庞                 | 53.52%                   | [ 31 ]                   |
| 2022年法国立法选举       | 阿列省第二选区           | 市镇                     |                          | 路易丝·埃里捷               | 25.71%                   |                          | 若里斯·博韦                 | 51.11%                   | [ 31 ]                   |

## 人口
2020年，科芒特里市镇人口数量为6,100，在法国排名第1,794位。其中男性2,885人，女性3,247人，75岁及以上人口占14.2%，外籍人口数量为124人，人口密度为291人/平方公里，当地居民被称为（男性）或（女性）。2020年，科芒特里境内出生47人，死亡人口107人。
| 科芒特里1901年－2020年人口变化情况 |
|                                    |
| 数据来源：Cassini、INSEE           |

## 经济

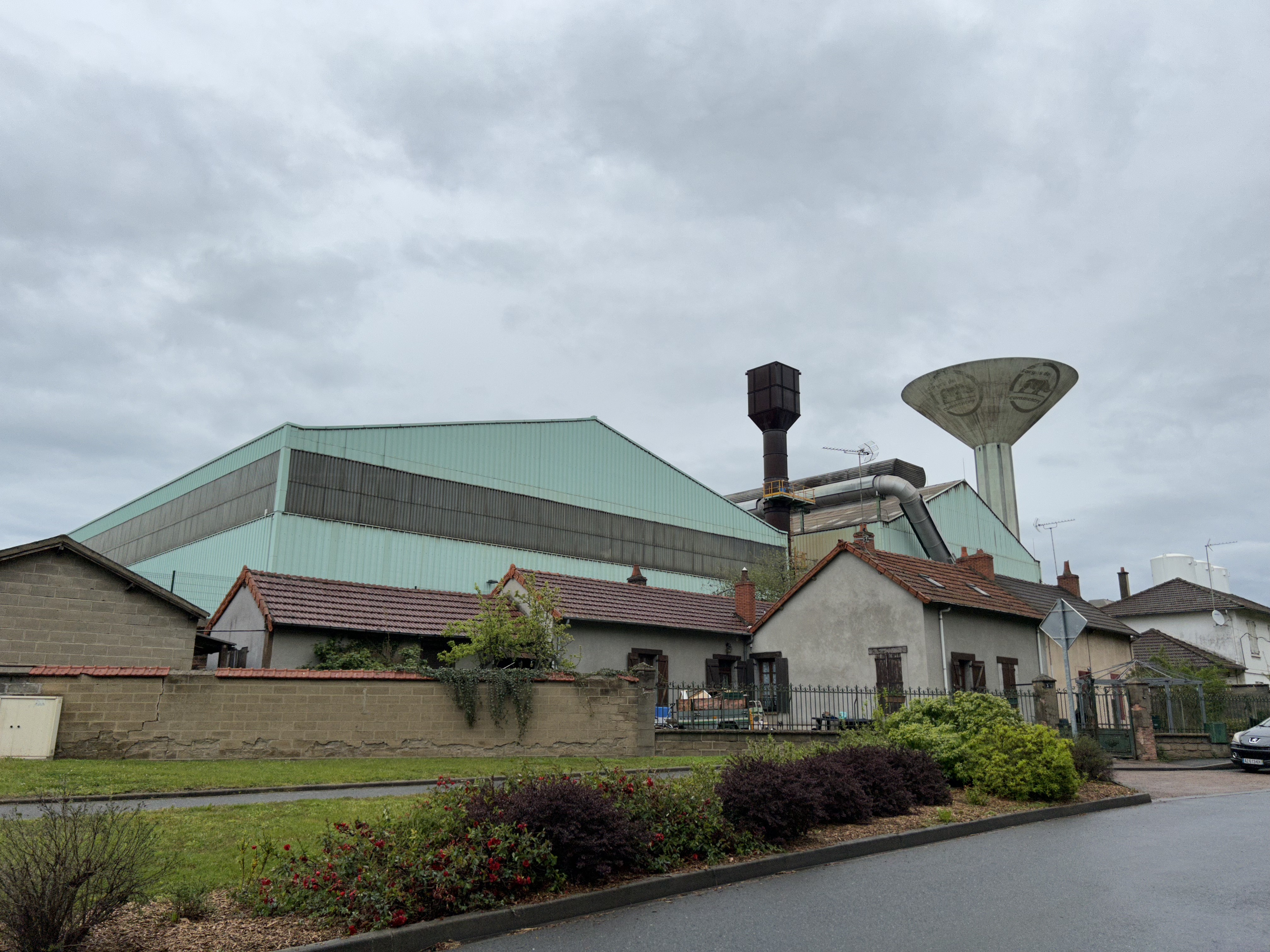
科芒特里镇中心的Estreel工厂

科芒特里是一个区域性的中心城市。截至2023年7月，科芒特里市镇范围内共有各类用人单位（包含自雇）615家，平均历史为20年，其中98.03%为中小型企业（PME），2023年5月至7月间，当地的经济活力指数为-0.16%。（液压）、（金属构件生产）及（金属冶炼）是当地2021年营业额最高的三个企业，分别为13,016,496欧元、9,890,062欧元和7,828,700欧元。

## 财政与居民收入
2021年，科芒特里的财政收入总额为11,948,600欧元，财政支出总额为10,910,300欧元，当年的债务总额为10,249,000欧元。2021年，科芒特里市镇通过增值税获得314,610欧元的收入，此外当地还共获得了346,490欧元的国家直接财政补助。
2019年，科芒特里的人均月收入总额为1,986欧元，其中高级职员为3,241欧元，低于法国平均水平（4,230欧元）；中级职员为2,403欧元，低于法国平均水平（2,411欧元）；普通职员为1,634欧元，亦低于法国平均水平（1,740欧元）。
2019年，科芒特里境内的贫困率为18%，青壮年（15至64岁）失业率为18.2%；当地35.7%的家庭拥有纳税资格，平均纳税1,640欧元，低于法国平均水平（4,393欧元）。

## 社会事务

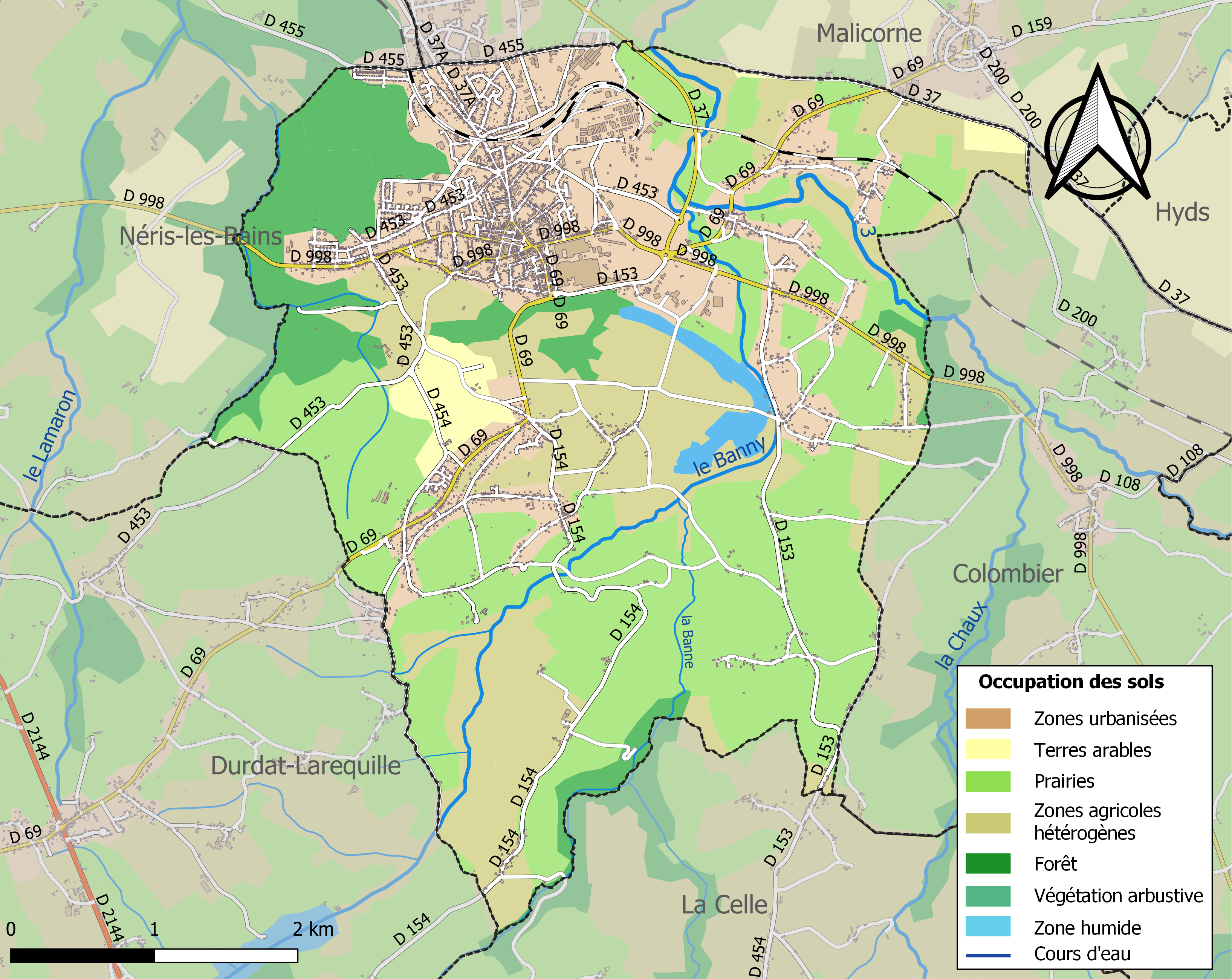
科芒特里土地利用情况地图

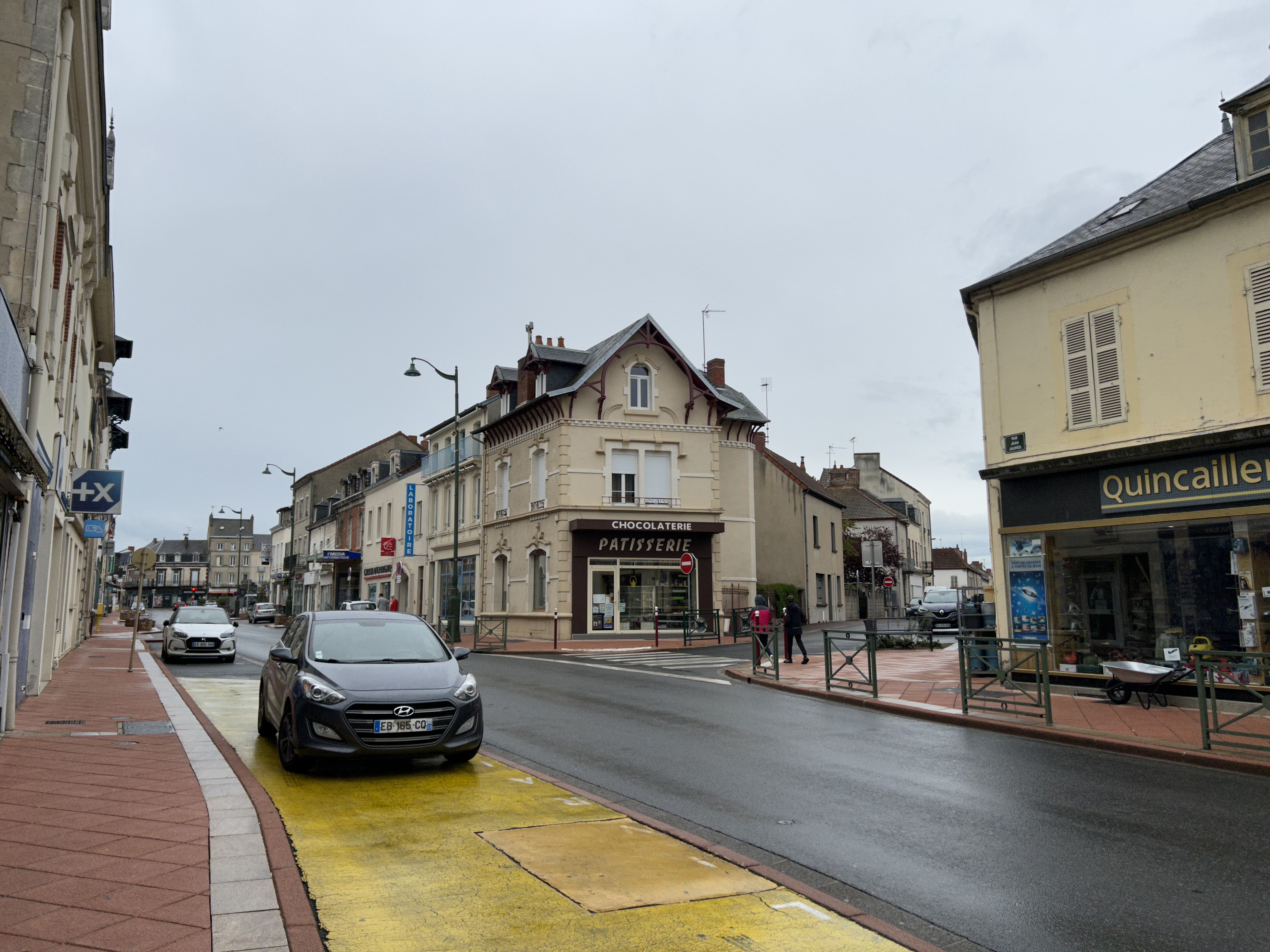
镇中心的让·饶勒斯街

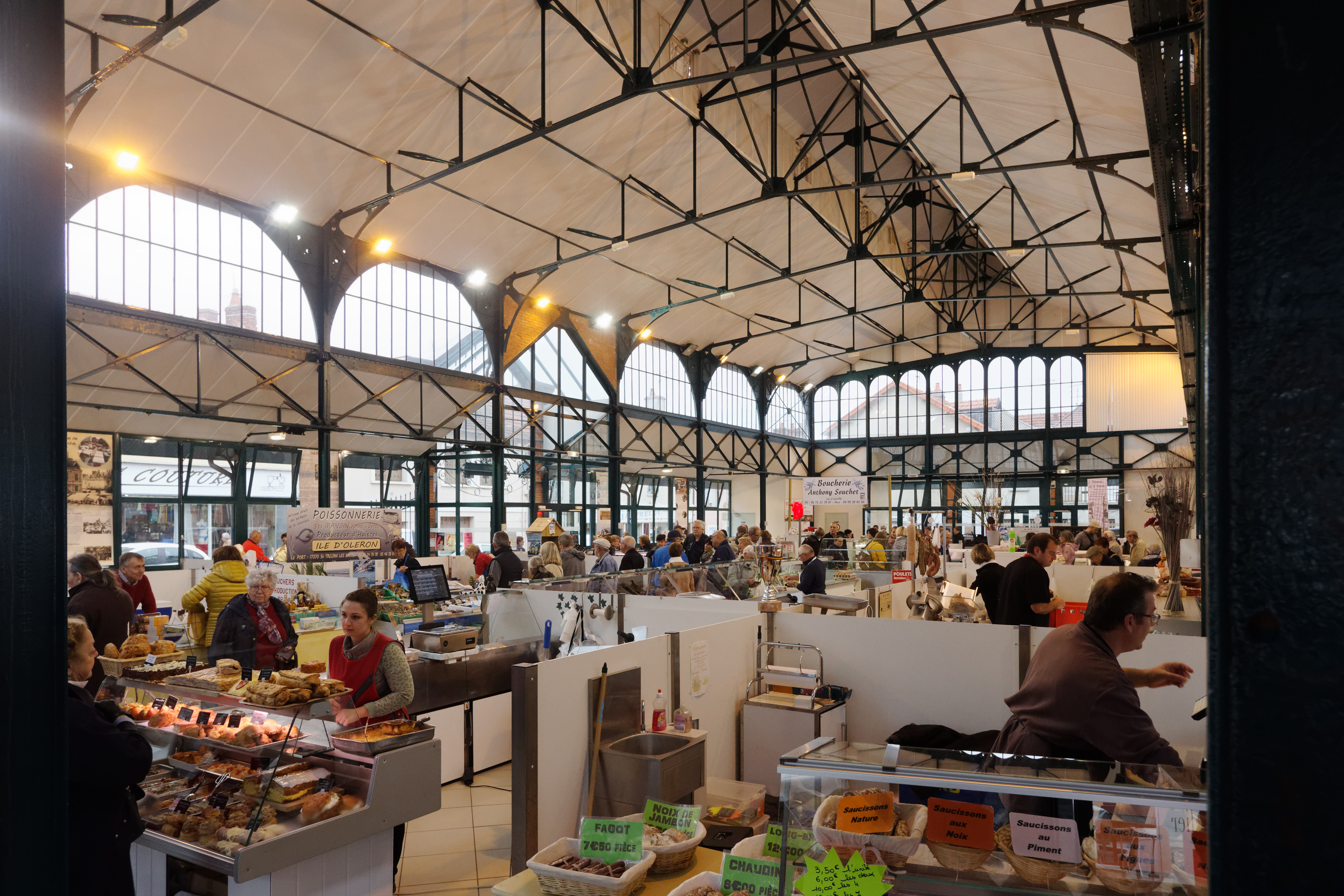
大堂集市

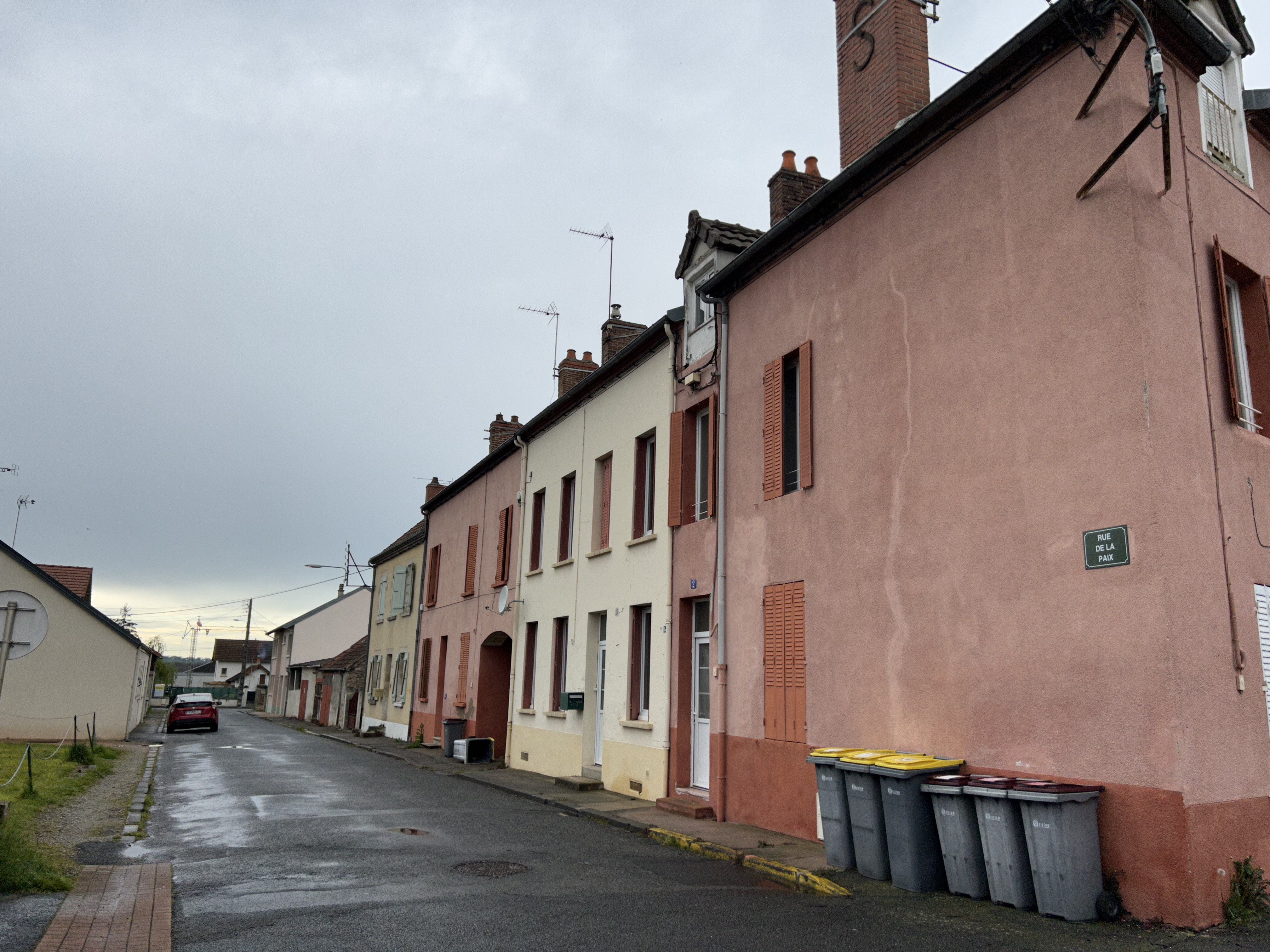
和平街附近的居民建筑

### 教育
科芒特里属于克莱蒙费朗学区。截至2021年1月1日，科芒特里境内共有2所幼儿园、3所小学、1所初级中学和1所普通高中。2021至2022学年度，科芒特里境内共有在校中等教育阶段学生734名。

### 医疗
截至2021年1月1日，科芒特里境内共有全科医生7名、保健师4名、牙医4名、护士17名和助产士1名。境内共有药房3家。
距离科芒特里最近的区域性医疗机构为“蒙吕松-内里莱班中心医院”（Centre Hospitalier Montluçon - Néris les Bains），其主病区位于蒙吕松市区，距离科芒特里市区的正常车程约18分钟，该院设有床位396个，是当地规模最大的公立综合性医院。

### 住房
2019年，科芒特里境内共有各类住房4,038套，其中64.8%为独立式居民区，34.9%为集中式居民区。常住房屋占科芒特里市镇范围内居民建筑总量的80.7%。
在住房保障政策方面，2021年，科芒特里境内共有738户家庭获得了住房经济补助，受益人数占总人口数量的12.1%，其中692份为房租补助。

### 商业
2021年，科芒特里境内共有各类实体商铺99家，其中餐厅10家、大型超市2家、面包房5家、肉铺2家、书店1家、装饰品店2家、银行门店6家、美容美发店9家、汽车维修店7家。市区内建有家乐福、Lidl等购物商场。

### 体育
2021年，科芒特里境内共有1家游泳池、2间体育馆、1座综合体育场、3处网球场、3处足球或橄榄球场以及1处篮球或排球场。
截至2023年7月，科芒特里足球俱乐部（Commentry Football Club，编号582321）是科芒特里境内唯一的一家注册足球俱乐部，该足球队成立于2017年，其主队2023至2024赛季参加奥弗涅-罗讷-阿尔卑斯大区足球联赛丙组（法国第八级别），其主场为弗朗索瓦·密特朗球场（Stade François Mitterrand）。
2023年环法自行车赛第11赛程经过科芒特里。

### 环境
科芒特里的环境事务由其所属的科芒特里-蒙马罗-内里市镇公共社区联合各级政府协调负责。2021年，科芒特里境内共有4家污染企业。

### 治安
2021年，科芒特里市镇范围内共有1处派出所和1处宪兵队。
科芒特里及其附近的共83个市镇是蒙吕松国家宪兵队（zone gendarmerie de Montluçon）的管辖范围。2020年，该宪兵队累计记录各类案件1,185起，其中盗窃类案件549起，经济类案件189起，毒品交易类案件64起。

## 文化

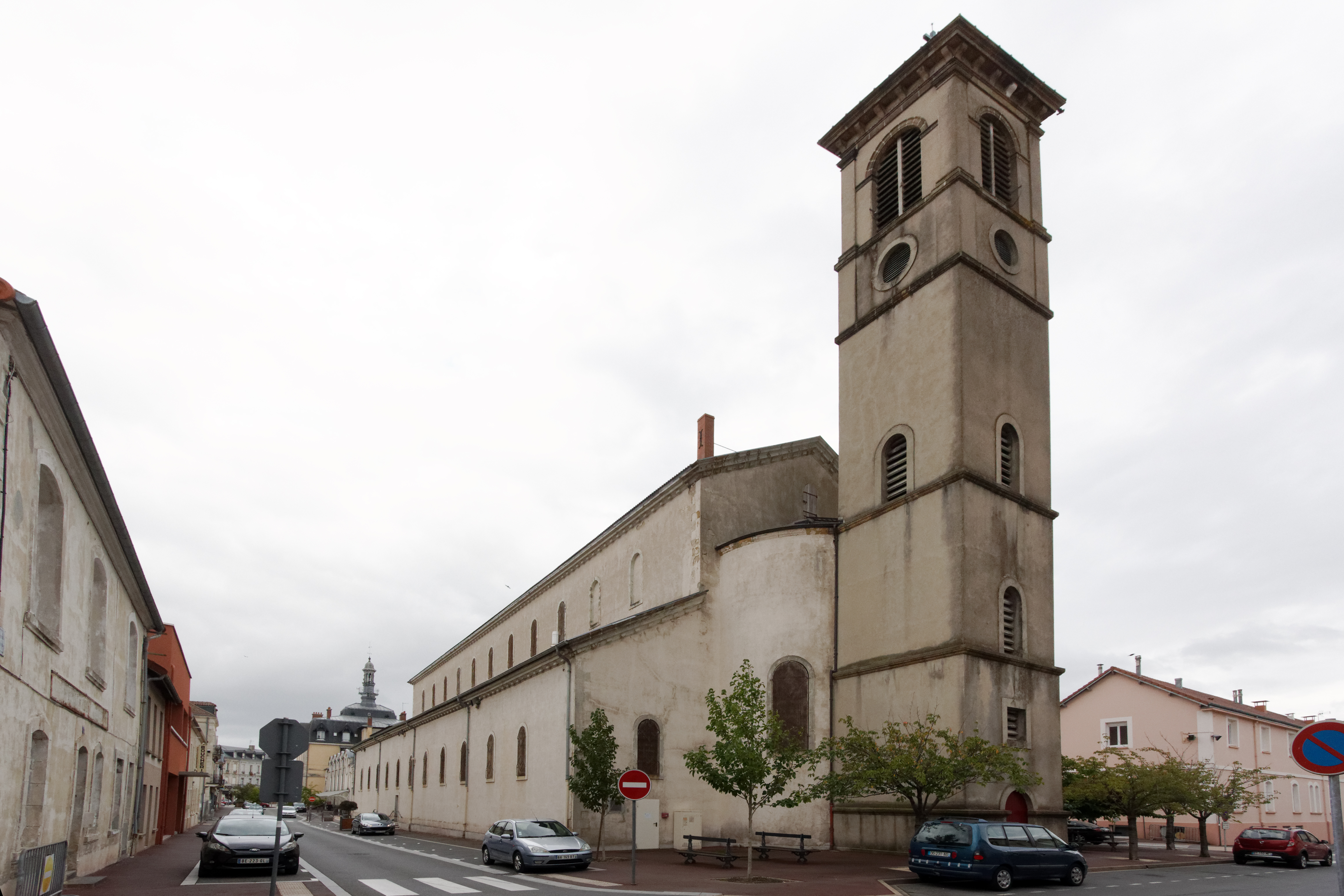
科芒特里圣心教堂

2021年，科芒特里境内暂无任何文化设施。科芒特里境内建有“七星诗社”文化中心（Espace culturel La Pléiade），每周二至六向公众开放。

### 建筑
科芒特里境内有多处历史建筑，其中科芒特里战争烈士纪念碑、铁炉工人雕像（La statue du forgeron）等为法国国家文物保护单位等，市政厅大楼、火车站、圣心教堂（Église du Sacré-Cœur de Commentry）等则是当地的地标性建筑物。

### 旅游
科芒特里的旅游事务由其所属的科芒特里-蒙马罗-内里市镇公共社区负责。2022年，科芒特里境内共有1家酒店共计18间房间。

### 媒体
法国主要的媒体均可在科芒特里接收，法国电视三台下属的奥弗涅-罗讷-阿尔卑斯大区频道在部分时段播出科芒特里所在阿列省的地方新闻。《山地报》、蓝色法兰西奥弗涅地区广播、震动广播、Scoop广播等是当地主要的地方性媒体。

## 相关人物
法国历史学家、法兰西学院成员埃米尔·马勒出生于科芒特里，当地的一条街道和一所学校以其命名。此外出生于此的重要人物还有历史学家雅克·伊莱雷、政治家伊西多尔·蒂夫里耶及厨师罗歇·韦尔热等。

## 友好城市
截至2023年7月，科芒特里共与一座城市建立了友好城市关系：
- 波蘭 霍伊努夫